# الوراق (جزيرة)
جزيرة الوراق هي جزيرة مصرية في نهر النيل ومدينة جديدة «مدينة الوراق الجديدة» تتبع هيئة المجتمعات العمرانية الجديدة في نطاق محافظة الجيزة، تبلغ مساحتها 1470 فدان وهي واحدة من 255 جزيرة في مصر وتعتبر أكبرهم مساحة، يحدها شمالاً وشرقاً محافظة القليوبية وجنوباً محافظة القاهرة وغرباً محافظة الجيزة. يقطن الجزيرة عدد من السكان في تجمعات عمرانية عشوائية وتستخدم غالبية أراضيها في أنشطة زراعية. دارت نزاعات قانونية بين قاطني الجزيرة والحكومة المصرية منذ عام 2001 حول ملكية بعض قطاعات الجزيرة انتهت إلى إصدار رئيس مجلس الوزراء قرارا في عام 2018 بإنشاء مجتمع عمراني جديد على أرض الجزيرة يتبع هيئة المجتمعات العمرانية الجديدة، على أن تنتقل ملكية الأراضي الحكومية في الجزيرة إلى الهيئة ويتم تعويض الأهالي من ملاك الأراضي والمنازل إما مادياُ أو عينياً بقطع أراضي أو وحدات سكنية بديلة.

## الجغرافيا والسكان
تقع جزيرة الوراق في نطاق حي الوراق التابع لمحافظة الجيزة. تبلغ مساحتها 1470 فدان وهي واحدة من 255 جزيرة في مصر وتعتبر أكبرهم مساحة، يحدها شمالاً وشرقاً محافظة القليوبية وجنوباً محافظة القاهرة وغرباً محافظة الجيزة. تتميز الجزيرة بموقع فريد في قلب نهر النيل، وكانت تعتبر محمية طبيعية بموجب قرار رئيس مجلس الوزراء رقم 1969 لسنة 1998 الخاص بإنشاء محميات طبيعية وذلك حتى عام 2017 حيث استبعدت من تطبيق هذا القرار بموجب قرار لرئيس مجلس الوزراء.
يبلغ عدد سكان الجزيرة حوالي 30 ألف نسمة، يعتمد غالبيتهم على نشاطي الزراعة والصيد كمصدر دخل رئيسي، ومن أهم محاصيلها البطاطس والذرة والخضروات بأنواعها.

## تطوير الجزيرة

### نزاع ملكية أرض الجزيرة
يعود تاريخ النزاع القانوني حول ملكية أراضي جزيرة الوراق إلى عام 2001.

### التشريعات المنظمة
- قانون رقم 59 لسنة 1979 في شأن إنشاء المجتمعات العمرانية الجديدة.[8][9][10] المعدل بالقوانين:
  - القانون رقم 86 لسنة 1997 بشأن تعديل بعض أحكام القانون رقم 59 لسنة 1979.[11][12]
  - القانون رقم 1 لسنة 2018 بشأن تعديل بعض أحكام القانون رقم 59 لسنة 1979.[13][14]
- قانون نزع ملكية العقارات للمنفعة العامة رقم 10 لسنة 1990[15] المعدل بالقوانين:
  - القانون رقم 1 لسنة 2015 بشأن تعديل بعض أحكام القانون رقم 10 لسنة 1990.[16]
  - القانون رقم 187 لسنة 2020 بشأن تعديل بعض أحكام القانون رقم 10 لسنة 1990.[17]
- قرار رئيس مجلس الوزراء كمال الجنزوري رقم 1969 لسنة 1998 بشأن اعتبار الجزر الواقعة داخل مجرى نهر النيل بشمال ووسط وجنوب الوادي وقناطر الدلتا وفرعي رشيد ودمياط محميات طبيعية «ومن ضمنها جزيرة الوراق».[18]
- قرار رئيس مجلس الوزراء عاطف عبيد رقم 542 لسنة 2001 بشأن تقرير المنفعة العامة لأراضي جزيرتي الدهب والوراق بمحافظة الجيزة.[19]
- قرار رئيس مجلس الوزراء عاطف عبيد رقم 848 لسنة 2001 بشأن عدم إجازة إخلاء أي مبنى من المباني السكنية المقامة في جزيرتي الدهب والوراق بمحافظة الجيزة.[20]
- قرار رئيس مجلس الوزراء أحمد نظيف رقم 1179 لسنة 2010 الخاص بترسيم وتوقيع الحدود الإدارية النهائية لخمس محافظات هي "القاهرة والجيزة وحلوان و6 أكتوبر وبني سويف"، ونصت المادة الأولى من القرار الجديد على تقسيم الجيزة إلى 14 حيا هي "الوراق- إمبابة - المنيرة - العجوزة - الدقي - شمال بولاق الدكرور - جنوب بولاق الدكرور - جنوب الجيزة - العمرانية شرقية - العمرانية - الطالبية - الرماية - الهرم - حدائق الأهرام".[21]
- قرار رئيس مجلس الوزراء إبراهيم محلب رقم 510 لسنة 2014 بشأن اعتبار مشروع إنشاء محور روض الفرج بمحافظتي القاهرة والجيزة من أعمال المنفعة العامة.[22]
- قرار رئيس مجلس الوزراء شريف إسماعيل رقم 1310 لسنة 2017 باستبعاد بعض جزر النيل ومنها جزيرة الوراق من تطبيق قرار رئيس مجلس الوزراء رقم 1969 لسنة 1998.[23]
- قرار رئيس مجلس الوزراء شريف إسماعيل رقم 20 لسنة 2018، بإنشاء مجتمع عمراني جديد على أرض الجزيرة يتبع هيئة المجتمعات العمرانية الجديدة، على أن تنتقل ملكية الأراضي الحكومية في الجزيرة إلى الهيئة وبتم تعويض الأهالي من ملاك الأراضي والمنازل إما مادياُ أو عينياً بقطع أراضي ووحدات سكنية بديلة.[24]
- قرار مجلس إدارة هيئة المجتمعات العمرانية الجديدة بجلسته رقم 121 بتاريخ 12 سبتمبر 2018 بشأن إنشاء مجتمع عمراني جديد على أراضي جزيرة الوراق يتبع هيئة المجتمعات العمرانية الجديدة تحت مسمى جهاز تنمية جزيرة الوراق الجديدة، والذي نص على: الموافقة علي إستحداث هيكل تنظيمي من المستوى التنظيمى لأجهزة المدن ذات المتسوى (ب) التي قمة وظائفها من الدرجة العالية وإستكمال باقي الإجراءات بالعرض على مجلس إدارة الهيئة والجهاز المركزى للتنظيم والإدارة ووزارة المالية.[25][26][27]
- قرار رئيس مجلس الوزراء مصطفى مدبولي رقم 49 لسنة 2018 بشأن اعتبار مشروع نزع ملكية الأراضي الكائنة في نطاق مسافة 100 متر على جانبي محور روض الفرج بمنطقة جزيرة الوراق اللازمة لحرم الطريق والأراضي الكائنة في نطاق مسافة 30 متر بمحيط الجزيرة اللازمة لتنفيذ منطقة الكورنيش من أعمال المنفعة العامة.[28]
- قرار رئيس مجلس الوزراء مصطفى مدبولي رقم 2 لسنة 2021 بشأن اعتبار مشروع إنشاء 68 برج بمدينة الوراق الجديدة لصالح هيئة المجتمعات العمرانية الجديدة من أعمال المنفعة العامة.[29]
- قرار رئيس مجلس الوزراء مصطفى مدبولي رقم 37 لسنة 2021 بشأن اعتبار مشروع نزع ملكية الأراضي الكائنة في نطاق مسافة 100 متر على جانبي محور روض الفرج بمنطقة جزيرة الوراق اللازمة لحرم الطريق، والأراضي الكائنة في نطاق مسافة 30 متر بمحيط الجزيرة اللازمة لتنفيذ منطقة مشروع الكورنيش من أعمال المنفعة العامة.[30]

### الأحكام القضائية
- في 27 يوليو 2001 قضت محكمة القضاء الإداري بمجلس الدولة بإلغاء قرار رئيس مجلس الوزراء رقم 542 لسنة 2001 بشأن تقرير المنفعة العامة لأراضي جزيرتي الدهب والوراق بمحافظة الجيزة.[6]
- في 26 فبراير 2022 قضت محكمة القضاء الإداري بمجلس الدولة بإثبات ترك أهالي جزيرة الوراق للخصومة في الدعوى المقامة منهم لوقف تنفيذ وإلغاء قرار رئيس مجلس الوزراء رقم 20 لسنة 2018، بإنشاء مجتمع عمراني جديد على أراضي الجزيرة، ونقل تبعية الجزيرة من المحليات إلى هيئة المجتمعات الجديدة. ويعد ترك الخصومة من الناحية القانونية بمثابة تنازل للمدعي عن طلباته في الدعوى.[31]
- في 27 مارس 2023 قضت محكمة القضاء الإداري بمجلس الدولة، برفض الدعوى المطالبة بوقف القرار رقم 37 لسنة 2021 بنزع ملكية الأراضي الكائنة في نطاق مسافة 100 متر على جانبي محور روض الفرج بمنطقة جزيرة الوراق اللازمة لحرم الطريق والأراضي الكائنة في نطاق مسافة 30 مترًا بمحيط الجزيرة اللازم لتنفيذ منطقه الكورنيش.[32]